# Рокитне (село, Сарненський район)
Роки́тне — село в Україні, у Рокитнівській селищній громаді Сарненського району Рівненської області. Населення становить 5693 осіб.

## Географія
Рокитнівський старостинський округ розташований серед лісових масивів в північній частині від районного центру. Територія старостинського округу на півдні поєднана з територією селища Рокитного. Територією пролягає залізниця, залізнична станція Рокитне-Волинське (за 2 км). На північному сході Рокитнівський старостинський округ межує з Блажівським старостинським округом, на сході — із Сновидовицьким старостинським округом Сарненського району. До складу старостинського округу входить чотири населених пункти: Рокитне, Лісове, Осницьк, Старики.
Відстань від життєво-важливих об'єктів:
- с. Рокитне
  - до автомагістралі — 6 км
  - до залізничної станції — 2 км
  - до центру громади - 2,5 км
  - дл районного центру — 55 км
  - до обласного центру — 140  км

- с. Лісове
  - автомагістралі — 9 км
  - залізничного зупинного пункту — 2 км
  - до центру громади 9 км
  - районного центру  65 км
  - обласного центру — 146 км

- с. Осницьк
  - автомагістралі — 0 км
  - залізничного зупинного пункту — 200 м
  - до центру громади - 7 км
  - районного центру — 45 км
  - обласного центру — 145 км.

- с. Старики
  - автомагістралі — 1 км
  - залізничної станції — 12 км
  - до центру громади - 12 км
  - районного центру — 42 км
  - обласного центру — 125 км.

## Історія
Перша письмова згадка про село датується 1545 роком  і міститься в описі Овруцького замку. Згідно з реєстром поборового податку із землі Київської за 1581 рік Рокитне, Горловичі й Замисловичі були спільною власністю княгині Олександри Капусти та пана Панаса Тризни. На той час в селі налічувалось 15 подвір'їв.
Серед місцевого населення існують перекази про назву села. Рокита — це рослина роду вербових, яка часто зустрічається у місцевості нашого краю. В чому ж відмінність між рокитою і вербою. А вона полягає в тому, що гілки останньої сіро-зеленого кольору, надзвичайно ламкі біля основи. Цвіте вона, на відміну від звичайних верб, одночасно з розпусканням листочків і росте у зволожених місцях. Поблизу села Рокитне виявлено залишки трьох давньоруських курганних поховань.
У 1628 році «подимщину» за володіння частиною цього села, за 6 будинків і 1 земельну ділянку, сплачував київський каштелян Гаврило Гойський . Його дочка, Регіна, дружина князя Миколая Соломерецького, у 1639 році продала село Рокитне  братам з роду Чапличів: Олександру, Марціану та Алоїзу. У 1726—1728 роках була проведена інвентаризація земель після якої Рокитне перебувало в заставній власності у Вавринця Прушинського (1694—1770) — каштеляна житомирського та овруцького. Чапличами було прийнято рішення продати село Рокитне та прилеглі території через скрутне фінансове становище вже у 1731 році. Впродовж наступних 150 років ними володів рід Прушинських. Враховуючи досить складну на той час ситуацію в сім'ї, граф Й. Прушинський двома духовними заповітами – першим від 17 червня 1817 року і додатковим від 26 січня 1819 року, забезпечив майбутнє своїм онукам. Відповідно рішення суду від 10 грудня 1838 року та акту Волинської цивільної палати від 22 червня 1840 року, власницею села Рокитне з Руднею Стариками і селом Масевичі, в яких проживало 353 особи, стала онука Й.  Прушинського Людвіка Менжинська. У Рокитнівському маєтку поміщиці Людвіки Менжинської заготовляли скіпу для  отримання смоли та берест для виготовлення дьогтю. Великим лихом були неврожайні роки. Тому через неврожаї в населених пунктах запроваджувалися так звані запасні магазини. Станом на 1853 рік у селі Рокитне функціонував аналогічний заклад, при якому значилось 624 ревізькі душі. Однак належної кількості хліба в магазині не було: замість 624 чверті озимого хліба було 539, і відповідно з 312 чверті «ярового» в наявності зафіксовано 181. Після смерті Л. Менжинської власниками с. Рокитне стали її дочки — графині Анеля Ржищевська та Каміла Могильницька з роду Прушинських.  
У 1866 році в селі Рокитне мешкало 311 осіб чоловічої статі, в тому числі селян, які викупали наділи — 311. Відповідно поданих даних в попередній грамоті в маєтку було 100 селянських обійсть. Однак, відповідно проведеної ревізії, їх кількість була дещо більшою — 118. Розпорядник сільських коштів Пархоменко 5 лютого 1875 року оцінив стан дерев'яної сільської парафіяльної церкви Успіння Пресвятої Богородиці як катастрофічний. В результаті чого було затверджено проект нового храму 9 вересня 1877 року, а наступного року — кошторис. Роботи по будівництву церкви розпочали у 1884 році і тривали два роки. Відповідно кошторису було використано 6872 руб. 43 коп. Наприкінці ХІХ століття кількість прихожан вищезазначеної церкви становила 1439 осіб, з них: 726 чоловіків та 713 жінок. Нащадків у Могильницьких не було. У 1882 році Вітольд Могильницький, чоловік Каміли з роду Менжинських, продав земельну ділянку села Рокитного з Масевичами в кількості 1000 десятин з хорошим будівельним лісом за 50000 рублів. Новим власником став Володимир Миколайович Охотніков — російський підприємець, член Державної ради, нащадок древнього дворянського роду. Велику роль в появі скляного заводу в Рокитному стали особиста зацікавленість в освоєнні даної території, з подальшим отриманням прибутків, власника Володимира Охотнікова та купця-підприємця єврейського походження Юліана Розенберга. 
У 1861році село Рокитне і прилегла до нього територія була власністю пана Охотнікова. У 1888 році село відвідував єврей бельгійського походження, власник склоробної компанії й придбав в Охотнікова невелику ділянку сипучих кварцевих пісків, що були придатні для скловаріння.
В урочищі «Ступське» та «Кобила» добувалася природна руда — торф, вироблялося деревне вугілля. В лісах переробляли смолу.
У 1897 році в селі Рокитному Кисорицької волості Овруцького повіту будується шклола. У перший рік навчання школу відвідували 74 учні. Вчитель П. Х. Прилуцький та священник В. Г. Баторевич. При школі рахувалось 100 сажнів землі, зайнятих під будівлями. Основними предметами були Закон Божий, письмо, арифметика. У 1936 році добудоване приміщення ще одного класу на 35 місць. Це вже була школа із шестирічним навчанням. Вивчення Закону Божого викладалося російською мовою або польською, решта предметів навчали польською мовою.
У 1898 році в селі була побудована церква. У 1900—1902 роках в дію введена залізниця Київ — Ковель.
У січні 1918 року в селі проголошена радянська влада, а у 1922 — владу панської Польщі. Починаючи з 1919 року село Рокитне стає центром концентрації селянських господарств.
У вересні 1939 року Червона армія звільнила село від поляків.
Які б часи не були на території ради традиційним видом господарської діяльності було землеробство та скотарство. Основним тяглом були воли, корови та не в багатьох коні. Поширені ремесла — прадіння, ткацтво, деревообробні ремесла.
У 1941 році село було тимчасово окуповане німецько-фашистськими військами, а у січні 1944 року його звільнено радянськими військами.
Під час німецько-радянської війни поблизу села діяв партизанський загін імені Дзержинського. 196 односельців боронили Батьківщину в лавах Червоної армії. За бойові заслуги 97 чоловік нагороджено орденами та медалями. На фронтах загинуло 99 мешканців села, а з усіх сіл сільської ради — 137 чоловік.
У 1939 році виникла необхідність створення органу, який би керував осередком села. Наприкінці 1939 року було створено Рокитнівська сільську раду, першим головою якої було обрано Заболоцького Василя Івановича, який головував до червня 1941 року. Після визволення села від німецько-фашистських загарбників його знову було обрано головою сільської ради.
Після призначення Василя Заболоцького секретарем райкому партії, другим головою сільської ради призначено Адама Кириловця. Пізніше головами були Микита Калита, Микита Богданець, Федір Панасик, Григорій Богданець, Юрій Васильченко, Павло Богданець, Олександр Берташ, Іван Кириловець, Анатолій Ковальчук, Микола Богданець, а з 1982 року — Гончар Петро Михайлович.
На території сільської ради у повоєнні роки створено два колгоспи: «Борець» та імені Шевченка, які згодом об'єдні в один під назвою «33-річниця Великого Жовтня», пізніше — «Ленінський шлях», «Колос», а нині — СГПП «Рокитне».
Першими колгоспи очолювали: Олексій Вознюк та Олександр Вознюк, пізніше — Наталія Йосипівна Салімонова, Павло Мартинович Богданець, Доля Анатолій Данилович, Трохимчик Іван Мусійович, Жданюк Степан Володимирович. Останнім СГПП очолював Цісар Володимир Пилипович.

## Населення
За переписом населення 2001 року в селі мешкало 4 880 осіб.

### Мова
Розподіл населення за рідною мовою за даними перепису 2001 року:
| Мова       | Відсоток |
| ---------- | -------- |
| українська | 99,80 %  |
| російська  | 0,18 %   |
| молдовська | 0,02 %   |

## Історичні пам'ятки сільської ради
За період існування сільської ради були створені та виявлені пам'ятки природи та архітектури, які нагадують теперішньому поколінню про сиву давнину та героїчне минуле односельців. Зокрема, на території школи охороняється пам'ятка природи — дуб, якому понад 400 років.
У 1986 році побудовано обеліск полеглим воїнам-односельчанам, які не повернулися з війни.
На честь 40-річчя від Дня Перемоги в селі встановлено пам'ятник «Пушка».
До історичних пам'яток архітектури сільської ради відноситься Свято-Успенський храм.

## Культура
У селі Рокитне функціонує два заклади культури: Будинок культури та бібліотека-філія села Рокитне.
Бібліотека — філія с. Рокитне.
У жовтні 1949 року у селі було відкрито першу бібліотеку і в тому ж місяці придбано перших 300 примірників літератури. Бібліотека розміщена в приміщенні невеличкої хати-читальні. Першим бібліотекарем Рокитнівської сільської бібліотеки було призначено Вознюка Івана Олексійовича, тоді молодого, енергійного юнака, а нині Іван Олексійович — пенсіонер. І почали відвідувати сільську бібліотеку не тільки молодь і школярі, а й люди похилого віку, які вміли читати. Першим читачем бібліотеки став Пахнюк Олексій Сергійович, який і досі відвідує нашу бібліотеку.
У 1951 році на посаду бібліотекаря було призначено Яременко Тамару Василівну, яка працювала в цій галузі понад 40 років. Всього тоді нараховувалося 251 книга і 21 читач. Коли розпочали будівництво нового Будинку культури у 1957 році, бібліотеку перемістили в приміщення поштового відділення.
У 1961 році в новому приміщенні Будинку культури виділили дві кімнати, але на той час книжковий фонд вже становив більше семи тисяч примірників. Поповнювався фонд як за рахунок сільської ради та колгоспу, так і централізовано одержували літературу через пошту . Періодики надходило багато, фонд поповнювався весь час новими надходженнями. Тамара Василівна при допомозі голови сільської ради почали просити голову колгоспу Богданця Павла Мартиновича про збільшення площі бібліотеки. Після того, як контора колгоспу перейшла в нове приміщення бібліотеці виділили ще дві кімнати. На той час вже налічувалось близько 2000 читачів. Приміщення бібліотеки було реорганізовано, фонд становив понад 20 тисяч примірників. Було надано ще одну одиницю і на посаду бібліотекаря прийшла Мирончук Галина Іванівна.
Працівники бібліотеки в тісному зв'язку працювали з партійною та комсомольською організацією колгоспу та школи. Проводилися систематично масові заходи на тваринницькій фермі, машино-тракторному парці, на току. Енергійна і молода Тамара Василівна відвідувала і проводила бесіди, читацькі конференції, усні журнали в ланках, на фермах. В кімнаті тваринника постійно були оформлені книжкові виставки і стенди.
У квітні 1966 року бібліотеці було присвоєно звання «Культурно-освітньої установи відмінної праці».
У жовтні 1975 року на посаду бібліотекаря прийшла Кириловець Ніна Тимофіївна. Наприкінці 1970-х років масові бібліотеки об'єднуються в централізовану бібліотечну систему з єдиним книжковим фондом. В ті роки держава виділяла дуже багато коштів на літературу, на зміцнення матеріально-технічної бази. Працювати було легко і з задоволенням, всі брали участь у масових заходах.
У січні 1994 року Чецька Тамара Василівна іде на заслужений відпочинок і завідувачкою стає Кириловець Ніна Тимофіївна, а бібліотекар — Довгаль Валентина Володимирівна. Економічний кризис в країні позначився і на бібліотеках. Надходження літератури зменшувалось. Наша бібліотека уже не може задовольнити всі запити читачів.
Для залучення додаткових коштів для придбання літератури залучаються додаткові кошти — це введення додаткових коштів, проведення акції «Подаруй бібліотеці книгу».
Нині бібліотека має свої платні послуги, за які вона закуповує необхідну літературу для користувачів, організовує комерційний фонд. Необхідна інформація для користувачів збирається в папках — досьє з різних тем.
Завідувачкою бібліотеки є Ничипорчук Світлана Федорівна.